# Erdmute Sommerfeld

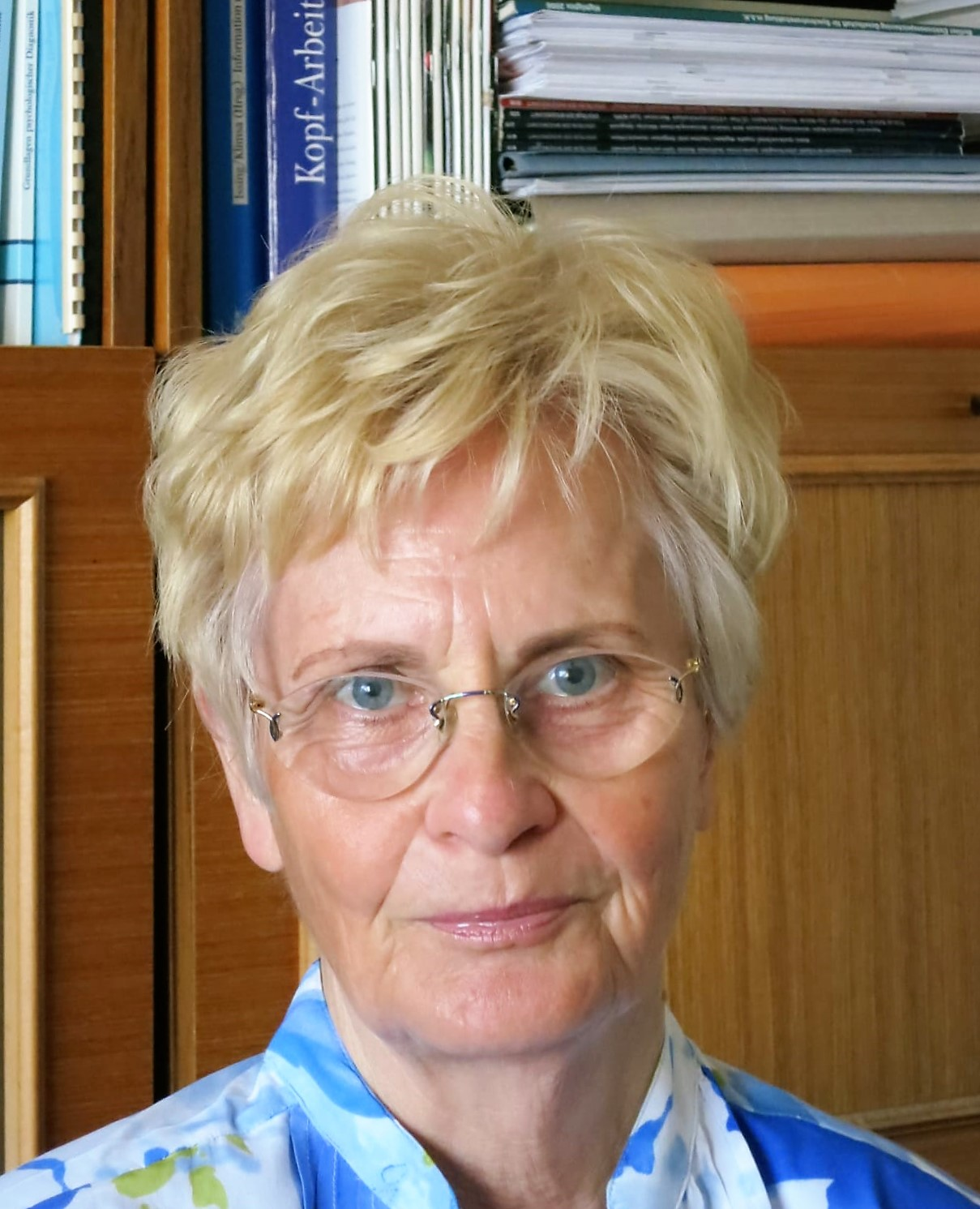
Erdmute Sommerfeld (2019)

Erdmute Sommerfeld, geborene Klein, (* 31. März 1943 in Bartnig, Schlesien) ist eine deutsche Physikerin und Professorin für Theoretische Psychologie. Sie ist als Klix-Schülerin ausgewiesen und speziell in der Kognitionspsychologie tätig.

## Werdegang
Erdmute Klein wurde in Bartnig als Tochter des Landwirts Siegfried Klein und seiner Ehefrau, der Fürsorgerin und Krankenschwester Erna Klein, geboren. Nach dem Zweiten Weltkrieg erfolgte die Umsiedlung der Familie in die Mark östlich von Berlin. Hier besuchte sie von 1949 bis 1957 die Grundschule in Langsow (Mark) sowie anschließend die Erweiterte Oberschule (EOS) in Seelow (Mark) und legte hier 1961 das Abitur ab.
Anschließend folgte ein Studium an der Technischen Hochschule „Otto von Guericke“ Magdeburg, das sie 1966 mit dem Diplom im Fach Physik abschloss. Die Magdeburger Physikausbildung geht auf Ernst-Joachim Gießmann zurück – Rektor sowie späterer Minister für Hoch- und Fachschulwesen, dessen Amtszeit auch die Dritte Hochschulreform der DDR umfasste.
1979 promovierte sie zum Dr. rer. nat. an der Akademie der Wissenschaften der DDR mit einer Dissertation zur Thematik „Analyse und Synthese von Problemlöseprozessen.“ 1993 habilitierte sie sich auf dem Gebiet "Mathematisch-psychologische Analysen kognitiver Strukturen" an der Humboldt-Universität zu Berlin (HUB).
Erdmute Sommerfeld ist seit 1965 mit dem Physiker Rudolf Sommerfeld verheiratet und lebt in Berlin. Das Ehepaar hat einen Sohn.

## Forschungs- und Lehrtätigkeit
Nach Abschluss des Studiums bekam sie an der Technischen Hochschule „Otto von Guericke“ in Magdeburg eine Aspirantur. Diese unterbrach sie nach der Geburt ihres Sohnes 1967 für zwei Jahre.
Anschließend arbeitete sie von 1969 bis 1990 am neu gegründeten Zentralinstitut für Kybernetik und Informationsprozesse (ZKI) der Akademie der Wissenschaften in den von Friedhart Klix gegründeten Bereichen "Grundlagen der Kybernetik", "Künstliche Intelligenz" und "Psychologie" in der Abteilung „Problemlöseprozesse“ tätig (Leiter: Werner Krause).
Von 1985 bis zum Beginn der Abwicklung der Akademie der Wissenschaften 1990 war sie Leiterin der Abteilung "Mathematische Modellierung und Simulation kognitiver Prozesse". Danach leitete sie die Projektgruppe "Mathematische Psychologie" im Rahmen des Wissenschaftler-Integrations-Programms (WIP). Sie war als Gastdozentin an den Universitäten Jena, Bochum, Braunschweig und Leuven (Belgien) wirksam. Ab 1993 wurde sie als Wissenschaftliche Oberassistentin am Institut für Psychologie der Friedrich-Schiller-Universität Jena angestellt.
1994 erhielt sie einen Ruf auf die Dozentur "Methoden der Psychologie" an die Universität Leipzig und wurde hier im Jahre 2003 zur Außerplanmäßigen Professorin ernannt.
2004 wurde sie als Mitglied der Leibniz-Sozietät der Wissenschaften zu Berlin gewählt.

## Forschungsschwerpunkte
- Theoretisch orientierte Kognitive Psychologie, mit dem Schwerpunkt „Mathematisch-psychologische Elementaranalyse der menschlichen Informationsverarbeitung“

Sommerfeld hat einen Modellansatz zur Systematisierung und Formalisierung kognitiver Prozesse entwickelt (Zusammenarbeit mit Werner Krause und Fred Sobik). Ihr Ansatz ist in ihrem Buch „Kognitive Strukturen“ ausführlich niedergelegt. Diese Systematisierung kognitiver Prozesse geht vom Vollständigkeitsanspruch aus. Auf diese Weise hat sie einen Beitrag für eine zukünftig zu etablierende „Theoretische Psychologie“ geleistet. Basierend darauf konnte sie erstmals eine Vollständigkeitsbetrachtung der Menge der universellen Prozesse der menschlichen Informationsverarbeitung vorlegen (nach Klix: Universalien im menschlichen Denken), die Klix durch ihre evolutionäre Herausbildung begründet hat und deren Anforderungsrelevanz und -invarianz von ihm experimentell aufgezeigt wurde (Klix, 1992, Klix & Lanius, 1999). Dieses von ihr geschaffene theoretische Gerüst hat sie durch experimentelle Analysen mit psychophysikalischen und neurowissenschaftlichen Methoden untermauert (Zusammenarbeit mit Werner Krause, Tobias Dörfler, Anke Hensel, Katharina Köhler, Michael Köhler, Franziska Kopp, Simone Malotinsky, Bärbel Schack und Andrea Simmel).
- Einfachheit als Wirk-, Erkenntnis- und Gestaltungsprinzip

Zu dieser Thematik hat Sommerfeld 2010 gemeinsam mit Herbert Hörz und Werner Krause an der Leibniz-Sozietät der Wissenschaften zu Berlin den Arbeitskreis „Prinzip Einfachheit“ gegründet, in dem eine interdisziplinär zusammengesetzte Gruppe von Wissenschaftlern zur folgenden Fragestellung forscht und diskutiert „Ist Einfachheit ein universelles Prinzip der Wirkung, ein universelles Prinzip zum Erkennen und ein universelles Prinzip zum Gestalten in den unterschiedlichsten Disziplinen der Wissenschaft? Wenn ja, in welchen Funktionen, Strukturen, Prozessen, Regeln oder Gesetzen und unter welchen Bedingungen äußert sich ein solches Prinzip?“. Dazu hat sie zusammen mit Herbert Hörz und Werner Krause zwei Sitzungsberichte der Leibniz-Sozietät zu dieser Thematik herausgegeben.

## Mitgliedschaften und Ehrungen (Auswahl)
- 1974–1990 Mitglied der Gesellschaft für Psychologie der DDR
- 1991–2017 Mitglied der Deutschen Gesellschaft für Psychologie
- seit 1996 Mitglied der Fechner-Gesellschaft
- seit 1998 Mitglied der International Society for Psychophysics
- In der International Society for Psychophysics war sie die Vorsitzende des Programm- und Organisationskomitees für den "Fechner Day 2001" in Leipzig – das Internationale Symposium  zu Ehren des 200. Geburtstages von Gustav Theodor Fechner, des Begründers der Psychophysik und Wegbereiters für die experimentelle Psychologie
- seit 2004 gewähltes Mitglied der Leibniz-Sozietät der Wissenschaften zu Berlin
- 2006 bis 2009 Präsidiumsmitglied und Sekretar des Plenums in der Leibniz-Sozietät
- 2014 Daniel-Ernst-Jablonski-Medaille
- 2024 Wiener-Schmidt-Preis der Deutschen Gesellschaft für Kybernetik

## Publikationen
Erdmute Sommerfeld hat rund 150 Veröffentlichungen erarbeitet, die überwiegend aus ihren speziellen Forschungen sowie aus ihrer Teamarbeit hervorgegangen sind.
Monographie
- E. Sommerfeld: Kognitive Strukturen – mathematisch-psychologische Elementaranalysen der Wissensstrukturierung und Informationsverarbeitung. Waxmann, Münster / New York 1994.

Herausgeberschaften
- W. Krause, E. Sommerfeld, M. Zießler (Hrsg.): Inferenz- und Interpretationsprozesse. Friedrich-Schiller-Universität, Jena 1991, S. 127–172.
- E. Sommerfeld, R. Kompass, Th. Lachmann (Hrsg.): Fechner Day 2001: The 200th  Birthday of Gustav Theodor Fechner. (= Proceedings of the Seventeenth Annual Meeting of the International Society for Psychophysics). Pabst Science Publishers, Lengerich/Berlin 2001.
- E. Sommerfeld, H. Hörz, W. Krause (Hrsg.): Einfachheit als Wirk-, Erkenntnis- und Gestaltungsprinzip (I). (= Sitzungsberichte der Leibniz-Sozietät der Wissenschaften zu Berlin. Bd. 108). trafo Wissenschaftsverlag, Berlin 2010. (leibnizsozietaet.de)
- H. Hörz, W. Krause, E. Sommerfeld (Hrsg.): Einfachheit als Wirk-, Erkenntnis- und Gestaltungsprinzip (II). (= Sitzungsberichte der Leibniz-Sozietät der Wissenschaften zu Berlin. Bd. 125/126). trafo Wissenschaftsverlag, Berlin 2016. (leibnizsozietaet.de)
- W. Krause, E. Sommerfeld (Hrsg.): Friedhart Klix – Naturwissenschaftler, Psychologe, Vordenker – 1927–2004. Plenarveranstaltung der Leibniz-Sozietät: Menschliche Informationsverarbeitung – interdisziplinäre Analyse und Anwendung – im Dezember 2017 anlässlich seines 90. Geburtstages. (= Sitzungsberichte der Leibniz-Sozietät der Wissenschaften zu Berlin. Bd. 135). trafo Wissenschaftsverlag, Berlin 2018. (leibnizsozietaet.de)

Sammelbände, Proceedings und Forschungspublikationen (Auswahl)
- E. Sommerfeld: Heuristische Regeln für das Problem der Schnittstellenminimierung beim Entwurf von Leiterplatten. In: F. Klix, W. Krause, H. Sydow (Hrsg.): Analyse und Synthese von Problemlösungsprozessen I. (= Kybernetikforschung. Band 2). Deutscher Verlag der Wissenschaften (DVW), Berlin 1972, S. 160–177.
- W. Voshage, E. Sommerfeld, W. Krause: Über eine denkpsychologische Analyse beim Entwurf von Leiterplatten. In: H.-G. Geißler, F. Klix (Hrsg.): Psychologische Analysen geistiger Prozesse. Deutscher Verlag der Wissenschaften (DVW), Berlin 1974, S. 121–127.
- W. Krause, E. Sommerfeld: Experimentalpsychologische Untersuchungen zur Lösung eines Zerlegungsproblems. In: F. Klix, W. Krause, Sydow. H. (Hrsg.): Analyse und Synthese von Problemlösungsprozessen II. (= Kybernetikforschung. Band 5). Deutscher Verlag der Wissenschaften (DVW), Berlin 1975, S. 353–386.
- E. Sommerfeld: Graphzerlegungen und Eigenschaftsinvarianz. In: Wissenschaftliche Zeitschrift der TH Ilmenau. 6, 1982, S. 71–74.
- E. Sommerfeld: Klassifizierungsstabile Graphtransformationen. In: ZKI-Informationen. Nr. 3/82, AdW der DDR, Berlin 1982, S. 51–88.
- E. Sommerfeld: Decomposition of graphs into subgraphs with certain properties. In: M. Fiedler (Hrsg.): Graphs and Other Combinatorial Topics. (= Teubner-Texte zur Mathematik. Bd. 59). Teubner, Leipzig 1983, S. 286–295.
- F. Sobik, E. Sommerfeld: A graph theoretic approach to the characterization of classes of structured objects. In: Computers and Artificial Intelligence. 3, 1984, S. 235–247.
- E. Sommerfeld: Zur Stabilität der Korona zweier Graphen. In: H. Sachs (Hrsg.): Graphs, Hypergraphs and Applications. (= Teubner-Texte zur Mathematik. Bd. 73). Teubner, Leipzig 1985, S. 165–168.
- E. Sommerfeld, F. Sobik: Graph theoretical models for transformation and comparisonof cognitive structures. In: F. Klix, H. Hagendorf (Hrsg.): Human Memory and Cognitive Capabilities. Mechanisms and Performances. North Holland, Amsterdam 1986, S. 1017–1024.
- W. Krause, R. Seifert, E. Sommerfeld: Effective cognitive structures in simple problem solving. In: F. Klix, H. Hagendorf (Hrsg.): Human Memory and Cognitive Capabilities. Mechanisms and Performances. North Holland, Amsterdam 1986, S. 1001–1016.
- W. Krause, R. Seifert, E. Sommerfeld: Ausbildung und Transformation kognitiver Strukturen im Problemlösen. In: ZKI-Informationen. Nr. 2/87. AdW der DDR, Berlin 1987.
- W. Krause, E. Sommerfeld, G. Höhne, H. Sperlich: Aufwandsminimierende Umstrukturierung von Wissensstrukturen der Konstruktion im menschlichen Gedächtnis. In: Wissenschaftliche Zeitschrift der TH Ilmenau. Band 89, 1989, S. 51–54.
- E. Sommerfeld: Systematization and formalization of cognitive structure transformations on the basis of graph transformations. In: M. Brzezinski, T. Marek (Hrsg.): Models and Tests. Contributions to the Quantitative Psychology and its Methodology. Rodopi, Amsterdam, Atlanta, GA 1990, S. 105–120.
- E. Sommerfeld: Inferenzprozesse und kognitiver Aufwand – eine formale Analyse. In: W. Krause, E. Sommerfeld, M. Zießler (Hrsg.): Inferenz- und Interpretationsprozesse. Friedrich-Schiller-Universität, Jena 1991, S. 127–172.
- E. Sommerfeld: Mentale Repräsentationen – mathematische Modellierung ihrer Ausbildung und Transformation. In: Zeitschrift für Psychologie. Band 202, 1994, S. 233–251.
- W. Krause, J. Müller, E. Sommerfeld, S. Franz: Umstrukturierung von Wissen beim Konstrukteur. In: G. Pahl (Hrsg.): Psychologische und pädagogische Fragen beim Konstruieren. Verlag TÜV Rheinland, 1994, S. 89–104.
- E. Sommerfeld, W. Krause, Ch. Schleußner: Zur Messung des kognitiven Aufwandes im Konstruktionsprozess. In: W. Hacker, P. Sachse (Hrsg.): Zur Rolle von Anschauung und Abstraktion im konstruktiven Entwurfsprozess. Universitätsverlag, Dresden 1996, S. 131–166.
- E. Sommerfeld, W. Krause: Kontrollprozesse im Arbeitsgedächtnis vor und nach Übung. In: U. Kotkamp, W. Krause (Hrsg.): Intelligente Informationsverarbeitung. Universitätsverlag, Wiesbaden 1998, S. 101–110.
- E. Sommerfeld, W. Krause, B. Schack, C. Markert, R. Pies, H. Tietze: Zur Messung von Übungs- und Trainingserfolg auf der Grundlage von EEG-Parametern. In: Zeitschrift für Pädagogische Psychologie. Band 13, Nr. 1/2, 1999, S. 60–73.
- E. Sommerfeld, A. Hensel, A. Hildebrandt: Cooperation of frontal and parietal brain areas as function of cognitive training. In: P. R. Killeen, W. R. Uttal (Hrsg.): Fechner Day 99: The End of 20thCentury Psychophysics. The International Society for Psychophysics, Tempe, AZ, USA 1999, S. 356–361.
- W. Krause, E. Sommerfeld: Elementaranalyse von Denkprozessen mit psychophysikalischen und neurowissenschaftlichen Methoden. In: Zeitschrift für Psychologie. Band 208, Nr. 3-4, 2000, S. 322–339.
- T. Dörfler, A. Simmel, F.-M. Schleif, E. Sommerfeld: Complexity-dependent synchronization of brain subsystems during memorysation. In: E. Sommerfeld, R. Kompass, Th. Lachmann (Hrsg.): Fechner Day 2001: The 200th  Birthday of Gustav Theodor Fechner. In: Proceedings of the Seventeenth Annual Meeting of the International Society for Psychophysics. Pabst Science Publishers, Lengerich/Berlin 2001, S. 343–348.
- E. Sommerfeld: Comparison processes in memory: Performance measures and synchronous brain activity. In: E. Sommerfeld, R. Kompass, Th. Lachmann (Hrsg.): Fechner Day 2001: The 200th Birthday of Gustav Theodor Fechner. (= Proceedings of the Seventeenth Annual Meeting of the International Society for Psychophysics). Pabst Science Publishers, Lengerich/Berlin 2001, S. 81–86.
- E. Sommerfeld: Aufklärung von Basisprozessen menschlicher Informationsverarbeitung. Ein systematischer Zugang durch Elementaranalyse von Denkprozessen bei der Lösung von Ordnungsproblemen? In: Sitzungsberichte der Leibniz-Sozietät der Wissenschaften zu Berlin. Bd. 101, trafo Verlag, Berlin 2009, S. 93–110. leibnizsozietaet.de Ausführliche Fassung in Leibniz-Online. Nr. 6, 2009. www.leibnizsozietaet.de/wp-content/uploads/2012/11/05-Sommerfeld_2009_04_281.pdf
- E. Sommerfeld: Einfachheit – ein Grundprinzip in den unterschiedlichsten Disziplinen? Anregungen zur interdisziplinären Diskussion. In: Sitzungsberichte der Leibniz-Sozietät der Wissenschaften zu Berlin. Bd. 108, trafo Verlag, Berlin 2010, S. 145–163. (leibnizsozietaet.de)
- E. Sommerfeld, W. Krause: „Objektiv, aber speziell“: Psychologie als Naturwissenschaft. In: Leibniz Online. Nr. 15, 2013. www.leibnizsozietaet.de/wp-content/uploads/2013/11/sommerfeld_krause-3.pdf
- E. Sommerfeld: Strukturelle Information: Repräsentation, Interpretation, Reduktion. In: Sitzungsberichte der Leibniz-Sozietät der Wissenschaften zu Berlin. Bd. 118, trafo Verlag, Berlin 2014, S. 91–104. (leibnizsozietaet.de)
- H. Hörz, W. Krause, E. Sommerfeld: Sind komplexe Systeme einfach? Bilanz des Arbeitskreises „Prinzip Einfachheit“. In: Sitzungsberichte der Leibniz-Sozietät der Wissenschaften zu Berlin. Bd. 125/126, trafo Verlag, Berlin 2016, S. 7–24. leibnizsozietaet.de